# کوه ساسان
کوه ساسان (به عربی: جبال ساسان) یک تپه در عراق است که در استان نینوا واقع شده‌است.